# Makhul
Makhul (Hebreeuws: מכחול) is een bedoeïenendorp in het noordelijke deel van Negev in Israël, gelegen bij Tel Arad, vallend onder de regionale raad van Al-Kasom. Makhul telt 421 inwoners.

## Geschiedenis
Het historisch bedoeïenendorpje Makhul bestond reeds voor de stichting van de staat Israël. In 1999 besloot de Israëlische regering een stadsgebied te erkennen met de naam Mar'it (Hebreeuws: מרעית), waar Makhul nog twee bedoeIenendorpjes, Drijt en Kuhlih deel van uitmaakten. Op verzoek van de bevolking werd deze naam gewijzigd in Makhul (ook geschreven als Makchul). 

### Prawerplan
Op grond van het kabinetsbesluit 881 van 29 september 2003 werd besloten tot de bouw van acht stadsgebieden voor een permanente huisvestiging van bedoeïnen. 
In 2011 begon Israël met de uitvoering van dit Begin-Prawer Plan, met de bedoeling om de bedoeïenen en Makhul (gedwongen) onder te brengen in een van die voor hen geconstrueerde stadsgebieden. Ondanks de erkenning zijn de meeste van e huizen in Makhul afgesloten van voorzieningen en worden bedreigd met verwoesting. Dit plan dat de vernietiging van de dorpjes en daarmee de cultuur van de bedoeïenen tot gevolg zou hebben leidt sindsdien tot veel protesten.